# Усву
Усву (устар. Ус-Ву) — река в России, течёт по территории Удорского района Республики Коми. Правый приток реки Ус.
Длина реки составляет 12 км.

## Данные водного реестра
По данным государственного водного реестра России относится к Двинско-Печорскому бассейновому округу, водохозяйственный участок реки — Мезень от истока до водомерного поста у деревни Малонисогорская. Речной бассейн реки — Мезень.
Код объекта в государственном водном реестре — 03030000112103000044152.